# 蒂利 (厄尔省)
蒂利（法語：Tilly）是法国厄尔省的一个市镇，属于莱桑代利区（Les Andelys）埃科县（Écos）。该市镇总面积12.19平方公里，2009年时的人口为559人。

## 人口
蒂利人口变化图示